# Курковский Рождество-Богородичный монастырь
Богородице-Рождественский монастырь (рум. Mănăstirea Curchi) — православный мужской монастырь, расположенный в селе Курки Оргеевского района Молдавии, близ реки Ватич, на склонах живописного холма, покрытого дубовым лесом. Монастырь относится к Молдавской митрополии Русской православной церкви.
Настоятелем монастыря является Митрополит Кишинёвский и всея Молдовы Владимир (Кантарян).

## История
- Скит был основан в 1773 году Иоардакием Курки из Морозень, ставшим впоследствии его настоятелем под именем Иоанна.
- С 1813 по 7 января 1821 года настоятелем монастыря был архимандрит Кирилл[1].
- В 1868 году скит был преобразован в монастырь, и этот год считается официальной датой основания монастыря.
- В 1808—1810 гг. построена каменная летняя церковь «Рождества Пресвятой Богородицы» с красивой колокольней, расположенной рядом. Эта церковь была первой каменной церковью на территории обители. Зимняя каменная церковь «Святого Дмитрия» была построена много позже в 1844 году рядом с настоятельскими покоями.
- В 1943 году были сделаны попытки воссоздать роспись и купола. До сих пор восстановлены только три колокола: главный и ещё два меньших размером, над входом в храм.
- В 1958 году монастырь был закрыт, а в 1961 году здесь была открыта психиатрическая и наркологическая больница, просуществовавшая до 2002 года, хотя решение о возрождении монастыря было принято правительством ещё в 1992 году. За время функционирования больницы все здания монастыря обветшали. И хоть монастырь числился среди объектов, охраняемых государством, но ни разу за эти годы не ремонтировался, и на это не выделялись средства. Лишь в начале 2000-х годов было начато восстановление монастыря, чему немало способствовало то, что монастырь был взят под покровительство ООН и работы финансировались из фондов этой организации. В настоящее время территория монастыря и большинства храмов приведена в надлежащий вид, но работы продолжаются. Ни в одном храме монастыря не сохранились оригинальные росписи интерьеров.
- В начале 2000-х монастырю была отдана территория бывшего пионерского лагеря, где в настоящее время располагается все монастырское хозяйство.

## Архитектура

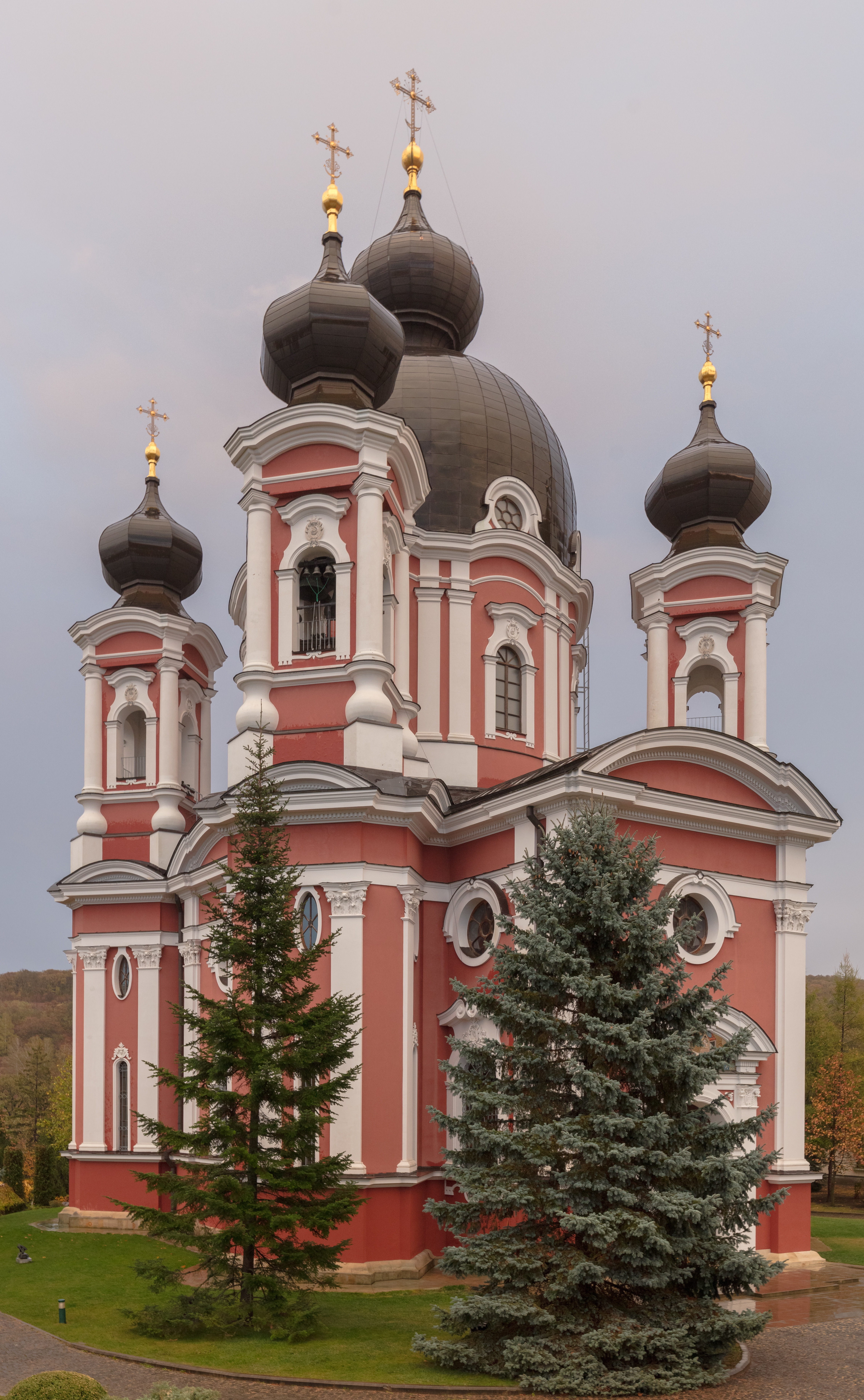
Храм Рождества Богородицы (Монастырь Курки)

Ансамбль монастыря возник в 1773 году. Монастырское подворье, состоящее из двух террас, верхней и нижней, обнесено каменной стеной с башнями по углам и застроено по периметру зданием братских келий, настоятельскими покоями и хозяйственными постройками. На нижней террасе устроен каменный бассейн-пруд.
Храм Рождества Богородицы построен в 1880 году. Восьмигранный в плане, он окружён выступающими алтарём и притворами по главным осям и небольшими приделами по диагональным. Центральная часть перекрыта куполом на высоком круглом барабане. Первоначально четыре придела венчались башенками, из которых сохранились только два западных. Сильно расчленённый объём храма, своеобразно исполненный тосканский ордер, наличники окон с лучковыми фронтончиками, башенки, спаренные пилястры барабана купола ставят церковь в ряд лучших и оригинальных произведений классицизма, в котором сохраняются приёмы барокко. В конце XIX — начале XX века были сооружены настоятельские покои с зимней церковью, братские кельи и ограда с надвратной башней.
Теплая, или зимняя церковь была построена в конце XIX века. В плане она состоит из полукруглого алтаря, прямоугольного нефа и квадратного притвора. Неф перекрыт куполом на круглом световом барабане, а притвор и алтарь — сводами. Интерьер светлый и величественный благодаря высотно раскрытому пространству нефа. Эта церковь является памятником неовизантийского стиля.
В 1943 году были сделаны попытки воссоздать роспись и купола. До сих пор восстановлены только три колокола: главный и ещё два меньших размером, над входом в храм. В 1958—2002 гг. монастырь был закрыт, а его территория отдана под психиатрическую лечебницу и наркологическое отделение.
В настоящее время проводится реставрация монастыря.

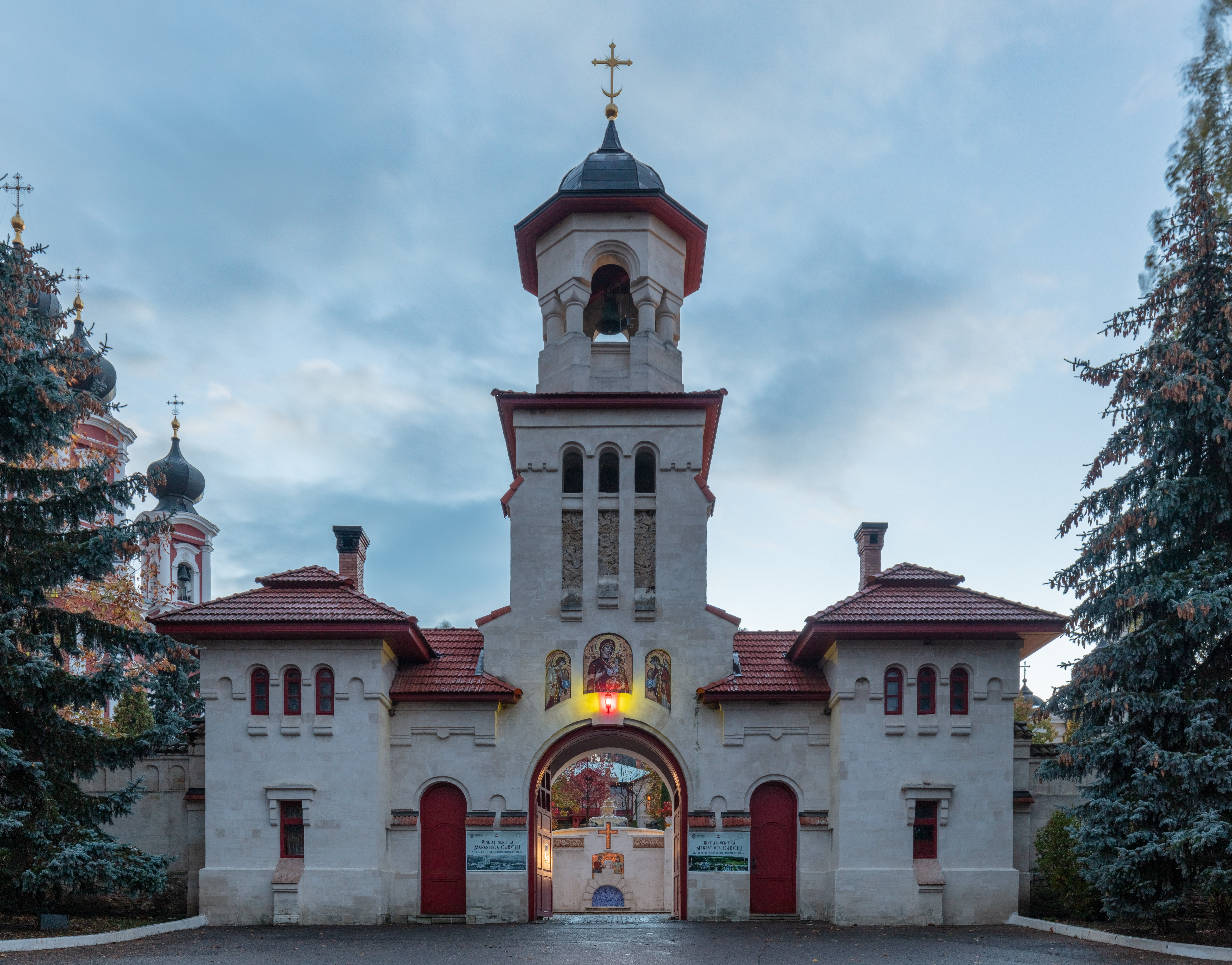
вход

## Легенда
Основатель первой монастырской общины — Иордаке Куркь, жителя близлежащего села Морозены. Он принял монашество под именем Иоанн. Известно, что именно он построил в этих местах на собственной земле деревянную церковь, названную в честь святого великомученика Дмитрия.
Существует легенда, согласно которой, в этой части Кодр долгое время промышляла грабежами шайка разбойников, главарём которой был Иордаке Куркь. Как-то под вечер бандиты увидели на дороге мужчину и женщину. Они напали и убили обоих, но когда стали обыскивать трупы, главарь узнал в убитых собственных родителей. Тогда Иордаке покаялся, основал скит, принял монашество, его примеру последовала часть разбойников.

## Визит  Святейшего патриарха Московского и всея Руси Кирилла
10 октября 2011 года, Святейший Патриарх Московский и всея Руси Кирилл посетил Богородице-Рождественский Курковский ставропигиальный мужской монастырь.
Предстоятель Русской Церкви совершил чин малого освящения воссозданного собора Рождества Пресвятой Богородицы, после чего обратился к верующим с Первосвятительским словом. В память о своём визите в монастырь, Святейший Владыко преподнёс образ «Лоза Истинная» с изображением Христа Спасителя.

## Туризм
Наличие красивой природы и архитектурный ансамбль монастыря, а также курсирование недорогой маршрутки Кишинев — Курки создает благоприятную атмосферу для туризма.